# Nina Laušmanová
Nina Laušmanová, křtěná Anna Antonie, provd. Rudišová (15. února 1900 Praha - Nové město - 10. listopadu 1963 ?), byla česká herečka, která hrála několik rolí ve filmu mezi lety 1913 až 1925. Provdaná byla za Viléma Rudiše nar. v roce 1902.
První dva filmy točila ve filmové společnosti ASUM, kterou vlastnili manželé Max Urban a Andula Sedláčková před 1. světovou válkou. Vystupovala v hlavních rolích krásných vnadných mladých žen. Nejvýznamnější je její role mladé Lilinky ve filmu Karla Antona Do panského stavu (1925) podle populárního románu Popelky Biliánové, kde hrála po boku Theodora Pištěka. Film byl natočen do té doby nezvyklými filmovými prostředky a měl u diváků velký úspěch.

## Filmografie
- Americký souboj, 1913 - manželka
- Andula žárlí, 1914 - role neuvedena
- Jindra, 1919 - venkovská kráska Jindra
- Láska je utrpením, 1919 - Zora Nestorová
- Legionář, 1920 - Rossenberkova dcera Eva
- Sněženky, 1920 - Věra Wernerová
- Známost z inserátu, 1920 - role neuvedena
- Sázka o hubičku, 1921 - ředitelova dcera Olga
- Do panského stavu, 1925 - Lilinka, stará láska pana nadlesního
- Dva pekelné dny, 1928 - role neuvedena